# Tolka
Die Tolka,  irisch An Tulcha (deutsch wörtlich: „Die Flut“), englisch River Tolka, ist ein Fluss im Osten Irlands. Neben der Liffey und Dodder gehört sie zu den drei großen Flüssen der irischen Hauptstadt Dublin.

## Flusslauf
Die Tolka entspringt in der Nähe von Dunshaughlin in der Grafschaft Meath, etwa 25 km nordwestlich von Dublin.
Nahezu geradlinig nach Südosten fließend, durchläuft sie zunächst ländliches Gebiet. Nach etwa der Hälfte der Strecke verlässt sie bei Clonee (Bild) die Grafschaft Meath und wechselt nach Fingal. Wenig später erreicht sie die Nordseite Dublins und fließt nun nur noch durch städtisches Gebiet.
Im Dubliner Vorort Finglas speist sie der von Norden kommende Finglas River als linker Nebenfluss. Kurz darauf, im Stadtteil Drumcondra, liegt an ihrem rechten Ufer der Griffith Park und keine 300 m weiter flussabwärts am linken Ufer das Fußballstadion Tolka Park, das nach ihr benannt ist.
Etwa 1,5 km nördlich der Liffey mündet sie bei Clontarf schließlich in die Dublin Bay und damit in die Irische See.

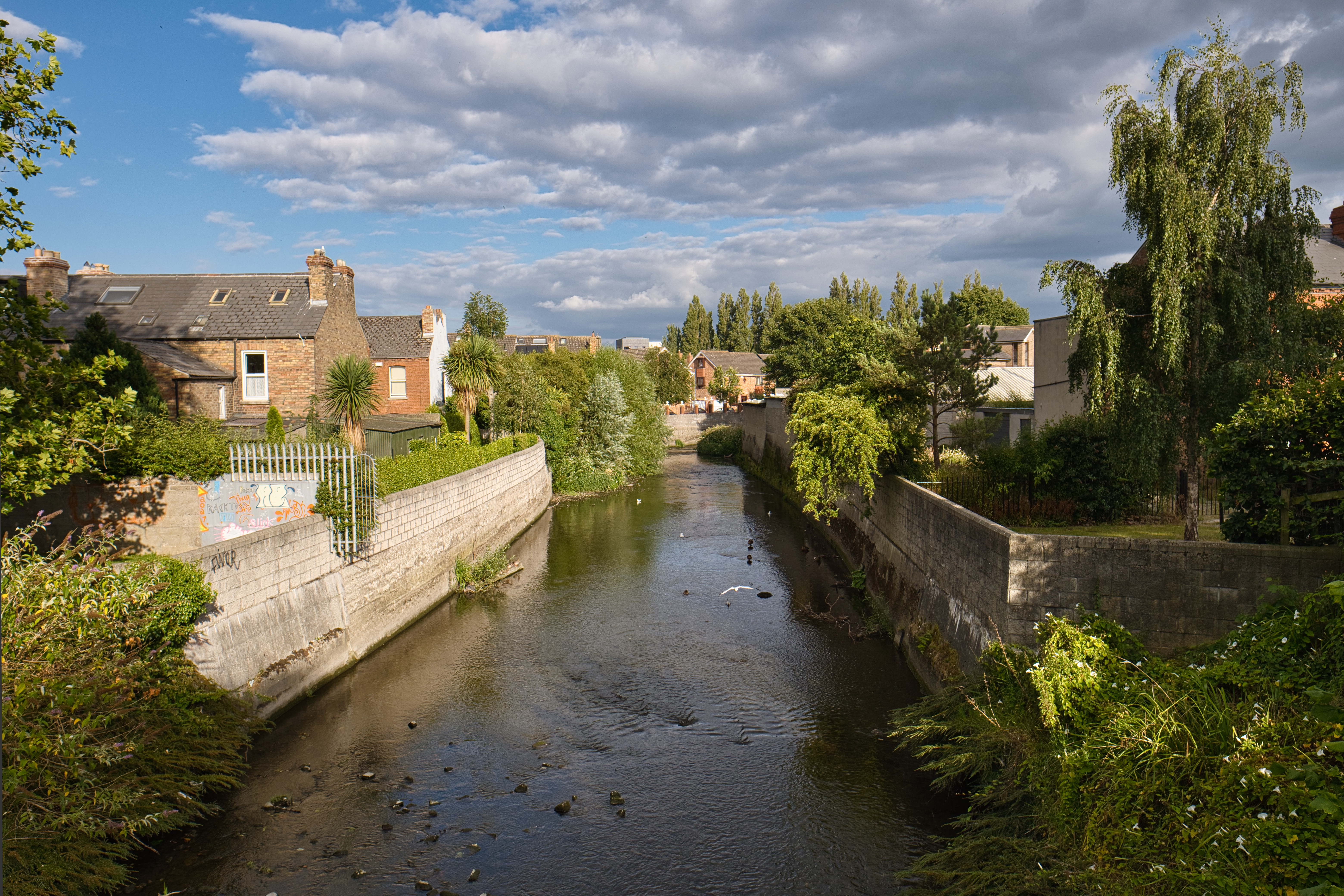
Bei Griffith Park
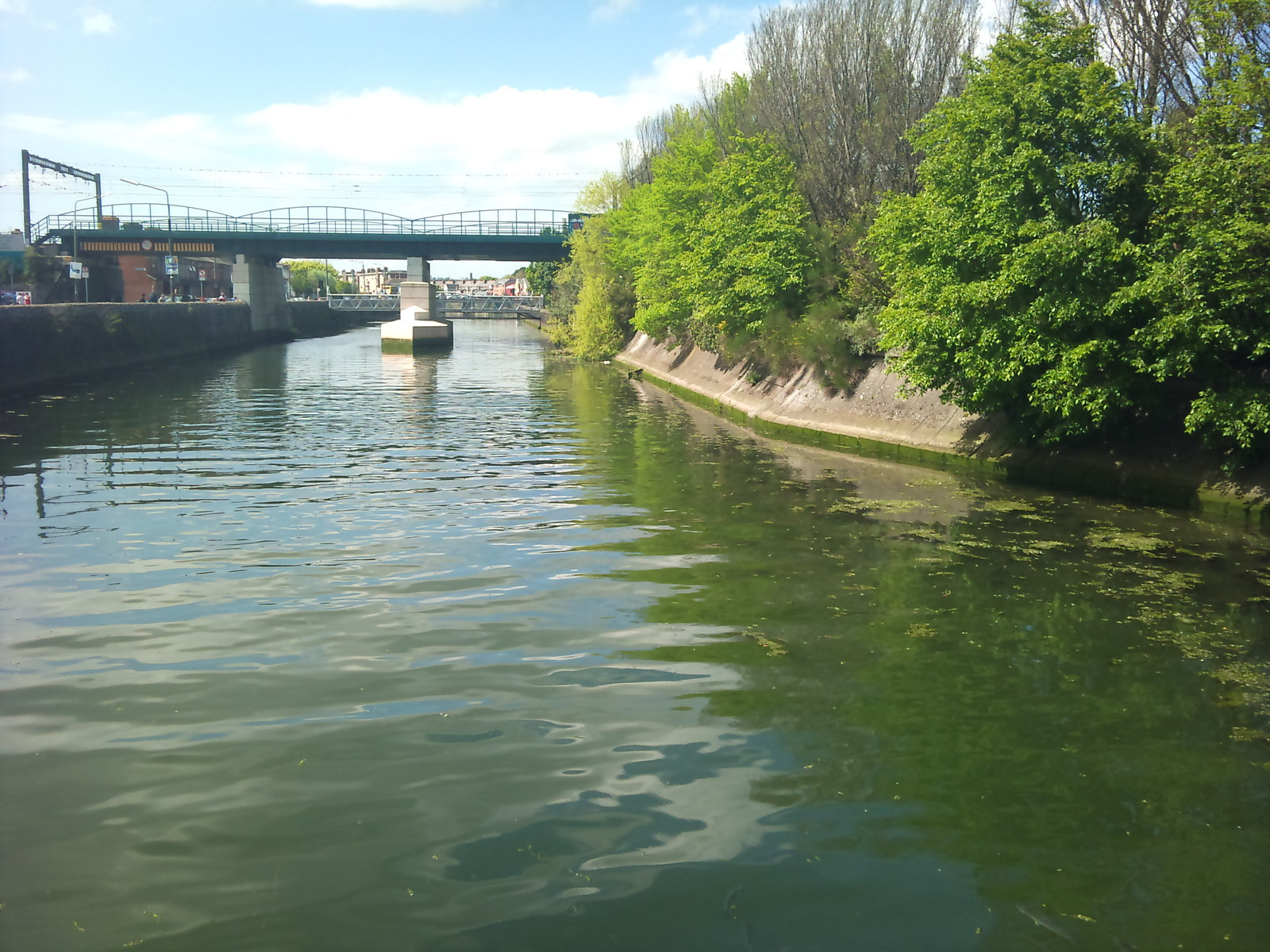
Nahe der Mündung
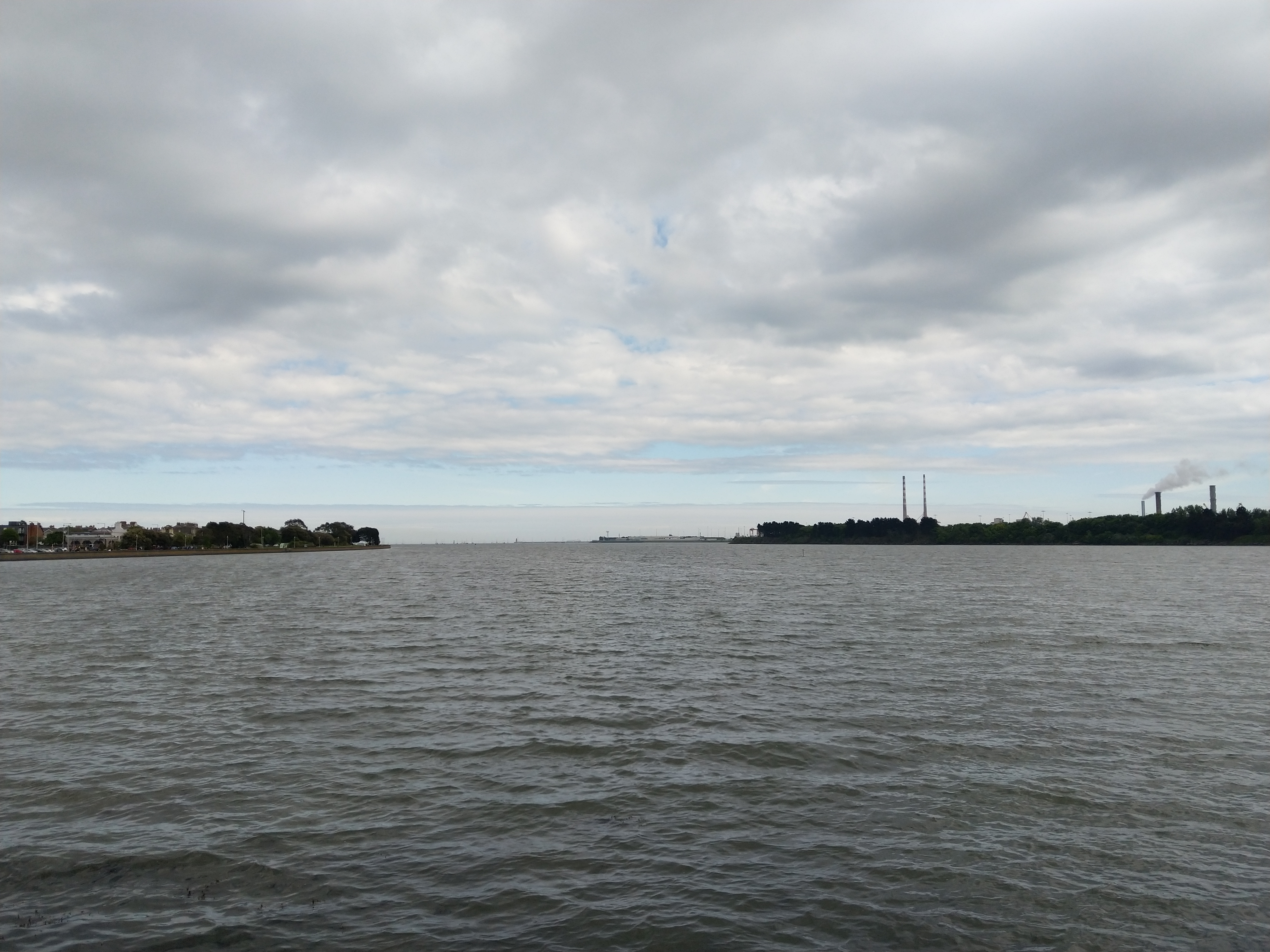
Ästuar der Tolka von Clontarf aus gesehen

## Fischarten
Die Tolka ist ein fischreicher Fluss. In ihr leben vor allem wilde Bachforellen und auch einige Meerforellen.